# NGC 3438
NGC 3438 (другие обозначения — UGC 5988, MCG 2-28-25, ZWG 66.52, PGC 32638) — спиральная галактика в созвездии Льва. Открыта Альбертом Мартом в 1865 году.
В 2016 году в галактике была замечена вспышка сверхновой SN 2016jby типа II. Красное смещение сверхновой соответствует красному смещению NGC 3438 и составляет 0,022.
Этот объект входит в число перечисленных в оригинальной редакции «Нового общего каталога».